# Alibert
Alibert (3 de diciembre de 1889 – 23 de enero de 1951, fue un cantante, actor y libretista de nacionalidad francesa.

## Biografía
Su verdadero nombre era Henri Alibert, y nació en Carpentras, Francia. Dio sus primeros pasos en el mundo de la canción en Marsella, y fue a París en 1908, actuando con su acento del sur en la sala Bobino. En sus primeros años se lanzó a hacer una gira como cantante sin excesiva originalidad, a semejanza de su predecesor, Polin.
Aprovechando la euforia posterior a la finalización de la Primera Guerra Mundial, se hizo extravagante y obtuvo con sus revistas un importante éxito popular. En esa época grabó Jazz band partout·.
Su trayectoria se aceleró en 1928 cuando su suegro, Vincent Scotto, le dio una canción, Mon Paris, que le permitió revelar su auténtico talento y un innegable encanto. Definitivamente lanzado, se convirtió en el « Méridional des Méridionaux », llegando a ser un artista muy solicitado. Gracias a ello pudo actuar en la opereta Elle est à nous en 1929, y posteriormente en Au pays du soleil (1932), Arènes joyeuses y Trois de la marine (1935).
De ahí en adelante, él trabajó en dos operetas o películas al año. Así, rodó Un de la Canebière en 1936, y posteriormente Gansters au Château d'If, Titin des Martigues y Un soir à Marseille en 1937, más Le Roi des galéjeurs en 1938. Su ritmo creativo apenas se vio ralentizado durante la Segunda Guerra Mundial, en el transcurso de la cual trabajó con Ma belle Marseillaise (Émile Audiffred) (1940), Port du soleil (1941) y Les Gauchos de Marseille (1943).
Sin embargo en la época de la posguerra se empezó a poner en tela de juicio la vieja escuela artística de la que formaba parte. Por ello se consagró enteramente a su talento como guionista, letrista y compositor, siendo así mismo director del « Théâtre des Deux-Ânes ». 
Alibert falleció en 1951 en Marsella, Francia, a los 61 años de edad. Fue enterrado en el Cementerio Saint-Pierre de dicha ciudad, cerca de donde reposan artistas como Rellys, Vincent Scotto y Gaby Deslys. Su esposa, Antoinette Scotto, nacida en 1898, falleció en 1973.

## Canciones de éxito
| - Le Plus Beau Tango du monde - Un petit cabanon - Vous avez l'éclat de la rose - Le Noël des petits santons - Adieu, Venise provençale - À petits pas - Miette - À Toulon - Sur le plancher des vaches - Les Pescadous - Cane... Cane... Canebière | - À Marseille, un soir - Mon Paris - Le Plaisir de la pêche - Valse du Racati - Nice la belle - Des Sablettes à Tamaris - Constantinople - Jazz band partout - Tout l'pays l'a su - "Nénufar" |

## Filmografía
- 1930 : Cendrillon de Paris, de Jean Hémard
- 1933 : Au pays du soleil, de Robert Péguy, (también guion)
- 1934 : Trois de la marine, de Charles Barrois
- 1935 : Arènes joyeuses, de Karl Anton, (también guion)
- 1937 : Titin des Martigues, de René Pujol
- 1937 : Un de la Canebière, de René Pujol
- 1939 : Les Gangsters du château d'If, de René Pujol
- 1940 : Le Roi des galéjeurs, de Fernand Rivers
- 1946 : L'Affaire du Grand Hôtel, de André Hugon

## Teatro
- 1922 : Antigone, de Jean Cocteau
- 1929 : Elle est à nous
- 1932 : Au pays du soleil
- 1933 : Trois de la Marine, de René Sarvil y Vincent Scotto, Teatro del Ambigu-Comique
- 1934 : Arènes joyeuses
- 1934 : Zou ! Le Midi bouge
- 1935 : Un de la Canebière, de Alibert, René Sarvil y Raymond Vincy, Teatro des Célestins
- 1937 : Les Gangsters du château d'If
- 1938 : Le Roi des galéjeurs